# 신용중학교
신용중학교(新龍中學校)는 대한민국 광주광역시 북구 신용동에 있는 공립 중학교이다.

## 학교 연혁
- 2013년 11월 : 신용중학교 설립인가(9학급)
- 2014년 3월 1일 : 초대 전영례 교장 취임
- 2014년 3월 3일 : 개교 및 입학식(신입생 95명) (1학년 6학급, 2학년 2학급, 3학년 1학급)
- 2015년 2월 13일 : 제1회 졸업장 수여식(제1회 졸업생 38명)
- 2024년 3월 1일 : 제4대 정환운 교장 취임
- 2025년 1월 10일 : 제11회 졸업장 수여식(제11회 졸업생 228명)
- 2025년 3월 4일 : 입학식(신입생 266명)

## 참고 자료
- 신용중학교 - 한국교육학술정보원 학교알리미